# Alati
Alati est un village du Cameroun situé dans le département du Dja-et-Lobo et la région du Sud, non loin du Gabon et de la République du Congo. Il fait partie de la commune de Mintom.

## Population
Lors du recensement de 2005, 257 personnes y ont été dénombrées.